# Николаеску, Ион
Ион Николаеску (рум. Ion Nicolaescu; род. 7 сентября 1998, Кишинёв, Молдова) — молдавский футболист, нападающий израильского клуба «Маккаби» (Тель-Авив) и сборной Молдовы. Лучший бомбардир в истории сборной.

## Биография

### Клубная карьера
Воспитанник клуба «Зимбру», в котором и начал профессиональную карьеру. Дебютировал в чемпионате Молдовы 20 мая 2016 года в матче с «Академия УТМ», появившись на замену на 65-й минуте вместо Виталия Дамашкана. Всего в составе «Зимбру» провёл 25 матчей и забил 5 голов в национальном чемпионате. 12 августа 2018 года подписал контракт с белорусским клубом «Шахтёр» (Солигорск).
В январе 2020 перешел в аренду в «Витебск». В сентябре того же года стал игроком словацкого клуба ДАК 1904.
7 августа 2023 года подписал трёхлетний контракт с нидерландским клубом «Херенвен». 12 августа дебютировал в Эредивизи в домашнем матче против «Валвейка» и на 23-й минуте забил свой первый гол. 21 декабря провёл первую игру в Кубке Нидерландов, выйдя на замену в матче с «Витессом». В дебютном сезоне сыграл в чемпионате 19 матчей и забил пять голов.
18 января 2025 года во время матча 1/8 финала Кубка Нидерландов против «Квик Бойз» Николаеску вышел на замену на 73-й минуте встречи и отметился забитым мячом спустя три минуты. В дополнительное время Николаеску начал высмаркиваться, после чего из-за давления его глаз начал вываливаться из глазницы. Кадры инцидента попали в трансляцию матча. На 105-й минуте футболист покинул поле из-за травмы.
Летом 2025 года подписал трёхлетний контракт с израильским «Маккаби» из Тель-Авива. 13 июля дебютировал в матче Суперкубка Израиля против «Хапоэля» из Беэр-Шева (1:2), выйдя на замену вместо Идо Шахара на 63-й минуте.

### Карьера в сборной
За основную сборную Молдовы дебютировал 8 сентября 2018 года в матче Лиги наций УЕФА сборной Люксембурга (0:4), в котором вышел на замену на 62-й минуте вместо Раду Гынсаря.
3 сентября 2020 года, в первом матче Лиги нации УЕФА 2020—2021, забил свой первый гол за национальную команду в ворота сборной Косово.
20 июня 2023 года стал лучший бомбардиром сборной Молдовы оформив дубль против Польши.

## Достижения
- Серебряный призер чемпионата Беларуси: 2018
- Бронзовый призер чемпионата Беларуси: 2019
- Обладатель Кубка Беларуси: 2018/19